# 小行星3414
小行星3414（3414 Champollion）是一颗绕太阳运转的小行星，为主小行星带小行星。该小行星于1983年2月19日发现。

## 轨道参数
小行星3414的轨道半长轴为2.1899135 UA，离心率为0.101。